# Kreuth (Gemeinde Straßburg)
Kreuth ist eine Ortschaft in der Gemeinde Straßburg im Bezirk Sankt Veit an der Glan in Kärnten. Die Ortschaft hat 12 Einwohner (Stand 1. Jänner 2024). Sie liegt auf dem Gebiet der Katastralgemeinde Straßburg Land.

## Lage
Die Ortschaft liegt sonnseitig im Gurktal, etwa 4 km nördlich des Gemeindehauptorts Straßburg-Stadt, westlich des Pfarrorts Kraßnitz.
Zur Ortschaft gehören auf dem Höhenzug zwischen Ratschachbach und Kreuthbach die Höfe Pollasch (auch Pöllasch; Nr. 1) und Körbler (Nr. 2) im Norden (früher befand sich hier auch  früher auch die Bauerhube) sowie etwa 400 m weiter südlich die Höfe Fritz (Nr. 4) und Pacher (auch Bacher; Nr. 5; früher befanden sich hier auch die Obere Kreuthube und die Untere Kreuthube). Auf dem Höhenrücken östlich des Kreuthbachs liegt der Hof Werzer (Nr. 7). Auch im Graben des Ratschachbachs befanden sich früher ein kleines Haus (Nr. 6) und südlich davon die Moritz-Mühle.

## Geschichte
1260 wird Geräute urkundlich genannt.
Seit Gründung der Ortsgemeinden Mitte des 19. Jahrhunderts gehört Kreuth zur Gemeinde Straßburg.

## Bevölkerungsentwicklung
Für die Ortschaft ermittelte man folgende Einwohnerzahlen:
- 1869: 7 Häuser, 63 Einwohner[3]
- 1880: 7 Häuser, 55 Einwohner[4]
- 1890: 6 Häuser, 54 Einwohner[5]
- 1900: 6 Häuser, 53 Einwohner[6]
- 1910: 6 Häuser, 47 Einwohner[7]
- 1923: 6 Häuser, 45 Einwohner[8]
- 1934: 37 Einwohner[9]
- 1951: 4 Häuser, 34 Einwohner[10]
- 1961: 4 Häuser, 34 Einwohner[11]
- 2001: 4 Gebäude (davon 4 mit Hauptwohnsitz) mit 5 Wohnungen; 18 Einwohner und 0 Nebenwohnsitzfälle; 5 Haushalte; 0 Arbeitsstätten, 5 land- und forstwirtschaftliche Betriebe[12]
- 2011: 4 Gebäude, 17 Einwohner, 5 Haushalte, 0 Arbeitsstätten[13]
- 2021: 4 Gebäude, 12 Einwohner, 5 Haushalte, 3 Arbeitsstätten[14]